# Sirawai
Sirawai est une localité de la province de Zamboanga du Nord, aux Philippines. En 2015, elle compte 28 799 habitants.